# Miguel Duragrin
Miguel Duragrin (ur. 15 stycznia 1975) – martynikański piłkarz występujący na pozycji napastnika.

## Kariera klubowa
W trakcie kariery Duragrin grał w zespołach Étendard Bellefointaine oraz Stade Spiritain.

## Kariera reprezentacyjna
W reprezentacji Martyniki Duragrin zadebiutował w 1997 roku. W 2003 roku został powołany do kadry na Złoty Puchar CONCACAF. Zagrał na nim w meczach ze Stanami Zjednoczonymi (0:2) i Salwadorem (0:1), a Martynika zakończyła turniej na fazie grupowej.
W drużynie narodowej Duragrin grał w latach 1997–2004.